# Alihocalar, Körfez
Alihocalar là một xã thuộc huyện Körfez, tỉnh Kocaeli, Thổ Nhĩ Kỳ. Dân số thời điểm năm 2010 là 489 người.